# Dameli
Dameli är ett indoariskt språk som talas av omkring 5 000 personer i dalen Domel i nordvästra Pakistan.

## Geografi
Dalen Domel, även kallad Damel, är belägen i bergsmassivet Hindukush, nära gränsen till Afghanistan i den sydvästra delen av distriktet Chitral i provinsen Khyber Pakhtunkhwa. Domeldalens viktigaste byar heter Aspar, Dondideri, Swato (Punagram) och Shinteri Kuru.

## Forskning
Emil Perders fältarbetesbaserade avhandling från 2013, A Grammatical Description of Dameli, är den första omfattande beskrivningen av damelispråket. Den tidigare huvudkällan till analysen av dameli var Georg Morgenstiernes artikel "Notes on Dameli: A Kafir-Dardic Language of the Chitral" från 1942.

## Klassifikation
Dameli klassificeras som att dardiskt språk, en indelning som snarare är geografisk än språkvetenskaplig. 